# Радаковиці
Радаковиці (пол. Radakowice, нім. Radaxdorf) — село в Польщі, у гміні Менкіня Сьредського повіту Нижньосілезького воєводства.
Населення — 289 осіб (2011).
У 1975-1998 роках село належало до Вроцлавського воєводства.

## Демографія
Демографічна структура станом на 31 березня 2011 року:
|          | Загалом | Допрацездатний вік | Працездатний вік | Постпрацездатний вік |
| -------- | ------- | ------------------ | ---------------- | -------------------- |
| Чоловіки | 146     | 27                 | 108              | 11                   |
| Жінки    | 143     | 29                 | 89               | 25                   |
| Разом    | 289     | 56                 | 197              | 36                   |